# Kamen iz Rosette
Kamen iz Rosette je stela od granodiorita u koju su upisane tri jezične inačice dekreta kralja Ptolemeja V. Epifana, izdanog 196. g. pr. Kr. za egipatske dinastije Ptolemejevića. Tekstovi na vrhu i u sredini stele pisani su na staroegipatskome jeziku, hijeroglifima i demotskim pismom, dok je tekst na dnu pisan starogrčkim jezikom. Dekret se u tri inačice neznatno razlikuje, zbog čega je služio kao ključ za dešifriranje egipatskih pisama.
Kamen je isklesan u helenističkome razdoblju i smatra se da je izvorno bio postavljen u hramu, potencijalno u Saisu. Odande je vjerojatno uklonjen u kasnoj antici ili za razdoblja mamelučkog sultanata, nakon čega je upotrebljen za izgradnju utvrde Julien kod grada Rosette (arapskoga imena Rashīd), pri delti Nila. Ondje ga je 1799. godine pronašao Pierre-François Bouchard tijekom Napoleonove invazije Egipta. To je bio prvi dvojezični staroegipatski tekst pronađen u moderno doba, što je zbog potencijala dešifriranja tada misterioznih hijeroglifa pobudilo velik interes javnosti. Litografske i gipsane kopije nedugo su nakon počele kružiti europskim muzejima i posjedima znanstvenika. Kada su britanske snage u Egiptu porazile francuske, kamen je pod uvjetima Kapitulacije iz Aleksandrije 1801. godine odvezen u London, gdje gotovo besprekidno ostaje u izlogu Britanskog muzeja do danas. Ondje je do danas i najposjećeniji izložak.
Proučavanje dekreta započelo je još prije objave prijevoda grčkoga teksta s kamena 1803. godine. Jean-François Champollion objavio je svoj uspjeh u transliteraciji egipatskih pisama na njemu u Parizu 1822. godine, no to je bio tek početak razumijevanja staroegipatskih tekstova. Značajnija otkrića za dešifriranje bila su da je isti tekst bio pisan trima pismima (1799.), da je tekst pisan demotskim pismom strana imena pisao fonetski, jedinstvenim znakom za svaki fonem, (1802.), da je isto vrijedilo za tekst na hijeroglifima, koji je ujedno imao sličnosti s demotskim pismom (1814.) te da su fonetski znakovi bili uporabljeni i za zapisivanje riječi na egipatskome jeziku (1822. – 1824.).
Kasnije su pronađeni fragmenti triju kopija istoga dekreta, kao i slični dvo- ili trojezični napisi na egipatskome. Neki od njih uključuju starije dekrete iz dinastije Ptolemejevića: dekret iz Aleksandrije (243. pr. Kr.), dekret iz Kanopusa (238. pr. Kr.) i dekret iz Memfisa kojeg je dao napisati Ptolemej IV. (218. pr. Kr.). Iako je danas poznato da kamen iz Rosette nije jedinstveni primjerak, bio je ključan za istraživanja staroegipatske književnosti i civilizacije.

## Opis
Kamen iz Rosette u katalogu artefakata francuske ekspedicije, predanog britanskim snagama 1801. godine, opisan je kao »kamen od crnog granodiorita koji nosi tri napisa … pronađen u Rosetti«. U nekom trenu poslije transporta u London, napisi su obojani kredom kako bi bili čitljiviji, a ostatak površine kamena premazan je palminim voskom za zaštitu od dodirivanja. Taj je premaz kamenu dao tamnu boju, zbog koje je kasnije zabunom identificiran kao kamen od crnog bazalta. Ipak, i kreda i vosak uklonjeni su 1999. godine pri čišćenju kamena, što je razotkrilo njegovu izvornu, sivu boju, odsjaj njegove kristalne strukture i ružičastu žicu koja prolazi kroz kamen u gornjem lijevom dijelu. Poredbene analize s Klemmovom kolekcijom egipatskog kamena pokazale su velike sličnosti s primjercima iz malenoga granodioritnog kamenoloma. Taj se kamenolom nalazi na planini Gabal Tingar na zapadnoj obali Nila, zapadno od Elefantine blizu Asuana, a ružičaste žice karakteristične su za kamen iskopan ondje.
Kamen je visok 1123 milimetara (1,12 metara), širok 757 milimetara (75,7 centimetara) i debeo 284 milimetra (28,4 centimetra). Težak je otprilike 760 kilograma. Na sebi ima tri napisa: gornji je pisan staroegipatskim hijeroglifima, namijenjenim učenjacima, središnji egipatskim demotskim pismom, novijim pismom rabljenim u svakodnevici Egipćana toga doba, a donji na starogrčkome jeziku i alfabetu, službenom jeziku i pismu u tom razdoblju. Usprkos čestoj zabludi, kamen nije pisan na tri različita jezika. Prednja je površina kamena glatka, a napisi tek blago urešeni u nju. Bočne stranice također su glatke, no stražnja je tek grubo obrađena, vjerojatno zbog toga što nije trebala biti vidljiva.